# Тога (Древен Рим)
За едноименния остров вижте Тога (остров).
Тога (лат. toga, от tego - покривам) - горната дреха на римските граждани от мъжки пол. Представлявала парче бяла вълнена тъкан с елипсовидна форма, надиплена около тялото. Тогата на гражданите, кандидатстващи за обществени длъжности, била снежнобяла (toga candida), а тогите на гражданите от по-низшите съсловия или на тези в траур били тъмни. Тогата на сенаторите и конниците била обточена с пурпурна ивица. По време на триумф военачалниците обличали ритуална пурпурна тога (toga picta).
На лицата, нямащи римско гражданско /чужденци, роби/, им било забранено да носят тоги.

## Римското облекло
Римското облекло е един от основните елементи, които символизират римската култура и обществено устройство. Древните римляни носели различни видове дрехи, които били не само функционални, но и показвали социалния статус на носителя. Два основни елемента на мъжкото облекло били туниката и тогата, които се различавали от гръцките облекла, като хитона и химантиса.

### Туниката
Туниката е основна част от римския мъжки костюм и представлява ризоподобна дреха, носена от римляните за ежедневно облекло. Тя била ушита от два къса ленен плат и се обличала през главата. Първоначално имала само отвори за ръкави, но по-късно се появили и къси такива. Туниката не имала яка, а била дълга почти до коленете, като се препасвала през кръста с пояс. В зависимост от общественото положение на носителя, туниката имала различен цвят и орнаменти. Например, сенаторите носели бяла туника с широка пурпурна ивица (clavi), наречена tunica laticlavia. Конниците и плебейските трибуни носели туника с тесни пурпурни ивици – angusticlavia, а войнишката туника била по-къса от гражданската.
Простолюдието обикновено носело само туники, без тоги, и било наричано populus tunicati. Техните туники били къси и в тъмни цветове (tunica pulla). През 2-5 век нараства популярността на туниката с дълги ръкави, известна като tunica dalmatica, заимствана от „варварските“ народи, като германци, сармати и перси. Тази дреха била смятана за неприлична от някои римски писатели като Авъл Гелий, който в Атически Нощи я описва като дългоръкавна туника, подходяща само за жени.

### Тогата
Тогата била основният символ на римския гражданин и важен елемент от неговия социален статус. Римляните се наричали gens togata, което означава „род с тоги“. Тогата била тежка и дълга дреха, която обвивала тялото, и била задължителна за римските граждани, когато присъствали на обществени събития или по време на важни юридически процеси. Тогата символизирала гражданския статус и била знак за принадлежност към римската общност .

## Тогата в съвременността
В съвременния контекст, традицията на носенето на тога продължава в някои правни системи. Например, в България адвокатите все още са длъжни да се явяват с тога в съдебни заседания, според Закона за адвокатурата. Обаче, не всички адвокати спазват това изискване, като причините за това включват липсата на подходящи помещения за обличане и пренасяне на тогите между различни съдилища. През май 2019 г. депутати от партия „Воля“ предложиха законопроект, с който се променя изискването, като предлагат адвокатите да имат правото да избират дали да носят тога, без да са задължени да го правят .